# Torre del Xarco
La Torre del Xarco és una torre de vigilància costanera que va fer construir Felip II al segle XVI situada a uns sis quilòmetres cap al sud del municipi de la Vila Joiosa, a la Marina Baixa (País Valencià). Està declarada Bé d'Interès Cultural des de 1996. Es tracta d'una de les torres pertanyents al grup d'arquitectura defensiva que antigament protegia la ciutat contra la pirateria, com ara la Torre Simeó o la Torre d'Aguiló.

## Història

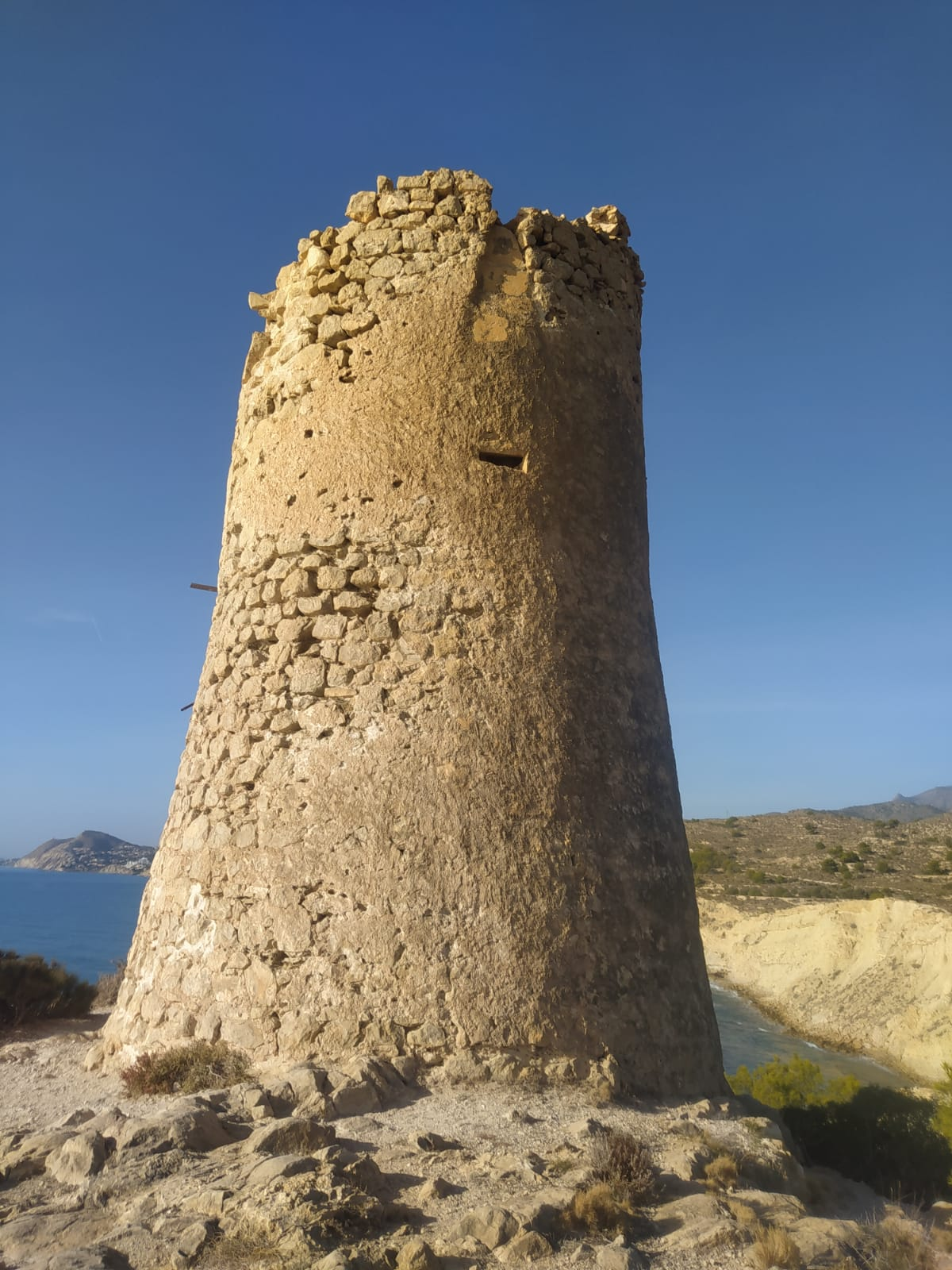
Torre del Xarco, la Vila Joiosa.

Durant el segle  XVI, la costa del sud valencià va ser víctima d'una sèrie de nombrosos atacs de pirates barbarescos en què la Vila Joiosa va tenir un paper essencial en la seva defensa. El rei Felip II va ordenar la creació d'un projecte per dur a terme noves muralles defensives, que encara es poden veure actualment. Es van erigir també unes torres de vigilància costaneres com a part de la defensa del municipi. Juntament amb les seves muralles es va dur a terme les obres de l'església-fortalesa de l'Asumpció, d'estil gòtic. A finals del segle  XVII es van aturar els atacs pirates permetent així la normalitat defensiva i la vida urbana fora de les muralles.

## Ubicació
La torre s'enlaira sobre un sortint rocós, a 31 metres sobre el nivell del mar, damunt de l'anomenada Cala del Xarco, una platja de pedres que compta amb un pàrquing per als seus visitants. Amb unes vistes privilegiades del mar Mediterrani, es pot observar a la dreta fins al cap de Santa Pola, amb una successió de torres i fortaleses de camí, i a la seva esquerra es pot visualitzar fins al municipi veí de Benidorm, passant per la Vila Joiosa. Al voltant d'aquest monument es poden trobar diverses cases, algunes de recent construcció i d'altres, que estan abandonades, d'antiga construcció.